# 楊勝虎
楊 勝虎（ヤン・スンホ、朝鮮語: 양승호）は、朝鮮民主主義人民共和国の政治家。内閣副総理、朝鮮労働党中央委員会委員。機械工業相などを歴任。

## 経歴
生年月日や出生地は不明。大安重機械連合企業所支配人を経て、2016年5月9日に開催された朝鮮労働党第7次大会で朝鮮労働党中央委員会委員候補に選出され、同年6月に最高人民会議第13期代議員に補選された。2019年4月10日に開催された党中央委員会第7期第4回総会で、党中央委員会委員候補に再度選出された。翌4月11日に開催された最高人民会議第14期第1回会議で機械工業相に任命された。同年12月28日に開催された党中央委員会第7期第5回総会で、党中央委員会委員に補選された。2020年4月12日に開催された最高人民会議第14期第3回会議で機械工業相を解任され、内閣副総理に任命された。
2021年1月5日から開催された朝鮮労働党第8次大会では大会執行部に選ばれ、党中央委員会委員に再選された。

## 参考サイト
북한정보포털
| 先代李宗国 | 機械工業相2019年 - 2020年 | 次代金正南 |